# Rhadinopsylla rothschildi
Rhadinopsylla rothschildi är en loppart som beskrevs av Ioff 1940. Rhadinopsylla rothschildi ingår i släktet Rhadinopsylla och familjen mullvadsloppor. Inga underarter finns listade i Catalogue of Life.